# Ust-Kan
Ust-Kan (russisch Усть-Кан, südaltaisch Кан-Оозы/Kan-Oosy) ist ein Dorf (selo) im Westen der autonomen Republik Altai in Südsibirien (Russland) mit 4123 Einwohnern (Stand 14. Oktober 2010).

## Geographie

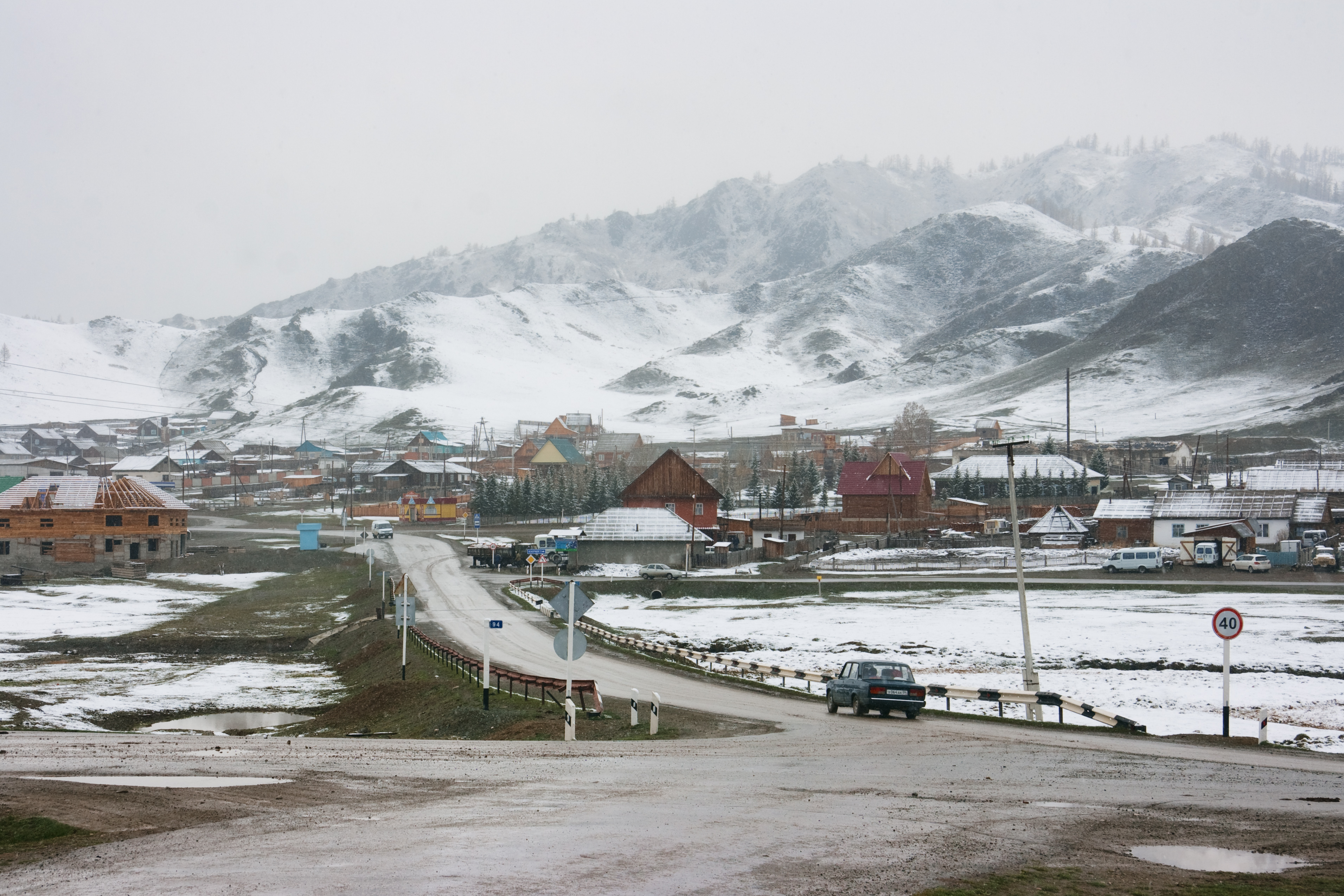
Ust-Kan im Winter

Der Ort liegt unweit der Grenze zu Kasachstan am Rande einer ausgedehnten Steppen-Hochebene zwischen den über 2000 m hohen Kämmen Korgon und Baschtschelak des Russischen Altai. Beim Ort mündet das Flüsschen Kan in den Oberlauf des linken Ob-Nebenflusses Tscharysch.
Ust-Kan ist Verwaltungszentrum des Rajons Ust-Kan.

## Geschichte
Das Dorf wurde 1876 gegründet.
Bevölkerungsentwicklung
| Jahr | Einwohner |
| ---- | --------- |
| 1939 | 1838      |
| 1959 | 2432      |
| 1970 | 2429      |
| 1979 | 2690      |
| 1989 | 3022      |
| 2002 | 3528      |
| 2010 | 4123      |

Anmerkung: Volkszählungsdaten

## Sehenswürdigkeiten
In Höhlen bei Ust-Kan fand man Besiedlungsspuren aus der Altsteinzeit. Die 600.000 Jahre alten Funde stellen die ältesten bisher gefundenen Zeugnisse des Steinzeitmenschen in Sibirien dar.

## Infrastruktur
Der Ort liegt an der Regionalstraße R373, die von Tuekta an der Fernstraße M52 („Tschujatrakt“) nach Ust-Koksa und Tjungur am Oberlauf des Katun führt. Über diese besteht Linienbusverbindung in die Republikhauptstadt Gorno-Altaisk. Bei Ust-Kan zweigt eine kürzere, aber schwerer befahrbare Straße durch den Nordwesten der Republik nach Tscherga, ebenfalls an der M52 gelegen, ab.